# Wissenschaftsjahr 1530
Liste der Wissenschaftsjahre

◄◄ | ◄ | 1526 | 1527 | 1528 | 1529 | Wissenschaftsjahr 1530 | 1531 | 1532

Weitere Ereignisse
Dieser Artikel behandelt das Wissenschaftsjahr 1530.

## Ereignisse

### Biowissenschaften

#### Medizin
- Der Humanist Girolamo Fracastoro führt in seinem erstmals in Verona erschienenen Buch Syphilis sive morbus gallicus[1] für die seit dem Ende des 15. Jahrhunderts auftretende neue Seuche, die sogenannte Franzosenkrankheit, den Begriff Syphilis ein.[2]
- 1530 erscheint das Mittweidaer Zene Artzney Buchlein wider allerlei kranckeyten und gebrechen der tzeen, ein „kleines Heilbuch für alle Arten von Krankheiten und Gebrechen der Zähne“. Es ist das erste Buch, das ganz der Zahnheilkunde gewidmet ist, geschrieben für Barbiere und Wundärzte, die den Mund behandeln. Es deckt Themen wie Mundhygiene, Zahnextraktion, Bohren der Zähne und die Anfertigung von Goldfüllungen ab.[3]
- Paracelsus stellt sein Buch Paragranum fertig. Es handelt sich um eine Auseinandersetzung mit Galens Theorien und eine Beschreibung der vier Säulen, auf denen nach seiner Meinung die Medizin beruht: Philosophie, Astronomie, Alchemie und Tugend. Die Veröffentlichung erfolgt erst posthum 1565 in Frankfurt.[4]
- Der Buchdrucker Ottaviano Scoto druckt in Venedig eine umfangreiche Sammelausgabe der medizinischen Werke von Avenzoar und Averroes. Sie enthält die lateinischen Übersetzungen der wichtigsten Werke der beiden andalusischen Mediziner des 12. Jahrhunderts.[5]
- Im Jahr 1530 erscheint in Paris bei Didier Maheu unter dem Titel Methodus medendi, vel De morbis curandis eine lateinische Übersetzung des Werkes Methodus medendi (lat. „Die therapeutische Methode“). Es handelt sich um das aus 14 Büchern bestehende Hauptwerk des griechischen Arztes Galen von Pergamon aus dem 2. Jahrhundert, das sich über die Jahrhunderte hinweg zu einem Standardwerk der medizinischen Ausbildung in Europa entwickelt hat.[6]

##### Botanik
Otto Brunfels beginnt mit der Veröffentlichung seines illustrierten botanischen Katalogs Herbarum vivae eicones (deutsch: Lebendige Bilder der Kräuter). Das in Straßburg erschienene „Kräuterbuch“ enthält die ersten gedruckten Pflanzenabbildungen, die anhand von Pflanzen aus der Natur angefertigt wurden. Das Werk gilt als Meilenstein der botanischen Literatur und markiert den Beginn der modernen Pflanzenkunde. Unter den Titeln Novi herbarii tomus II und Tomus herbarii Othonis Brunfelsii III folgen 1531 und 1536 (postum) ergänzende Bände. Als Contrafayt Kreüterbuch (1532) bzw. Kreüterbuch contrafayt (1534) erscheint eine deutsche Bearbeitung. 

Abbildungen aus Otto Brunfelds Herbarum vivae eicones mit heutigen Namen
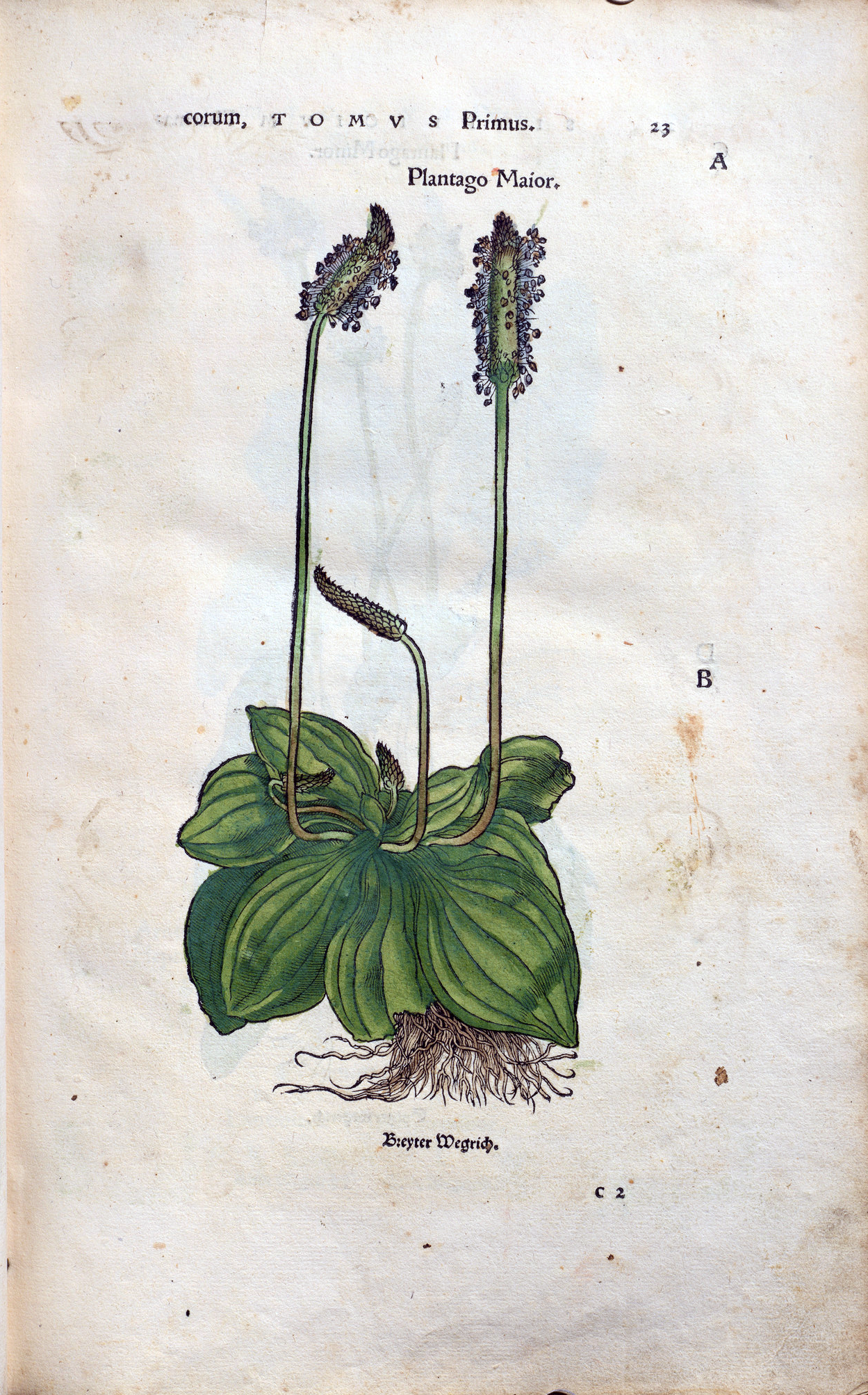
Mittlerer Wegerich (Plantago media)
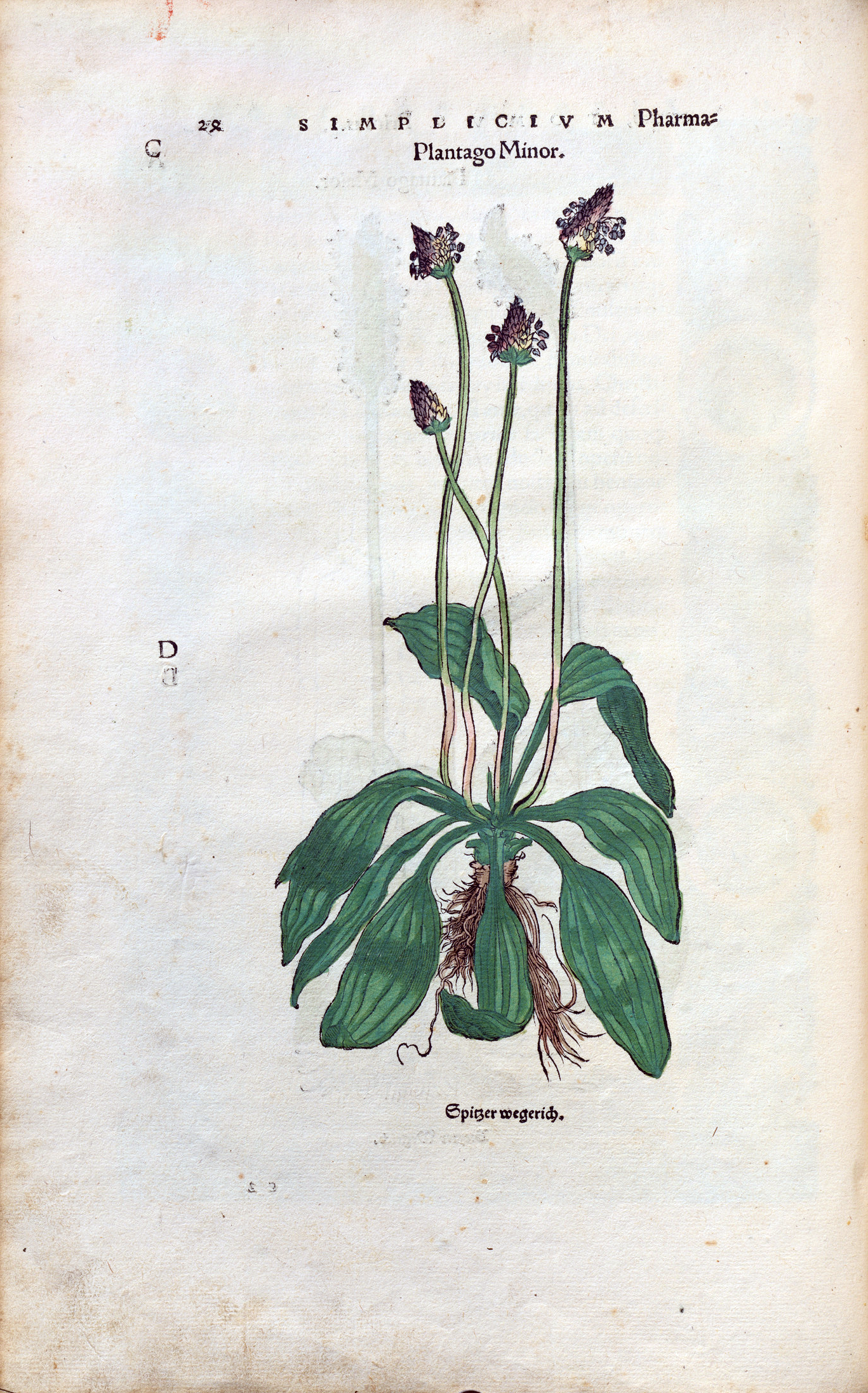
Spitzwegerich (Plantago lanceolata)
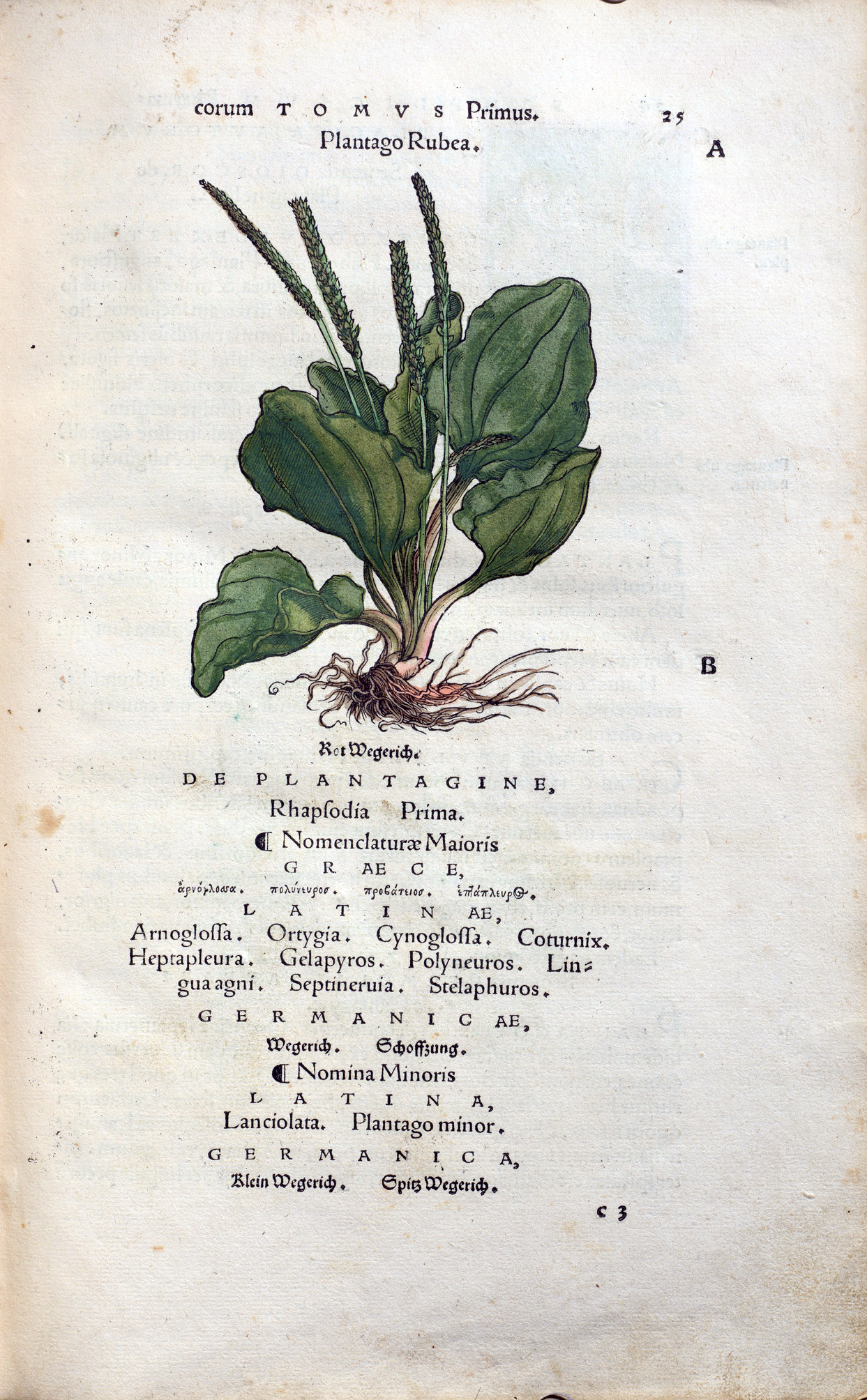
Breitwegerich (Plantago major)
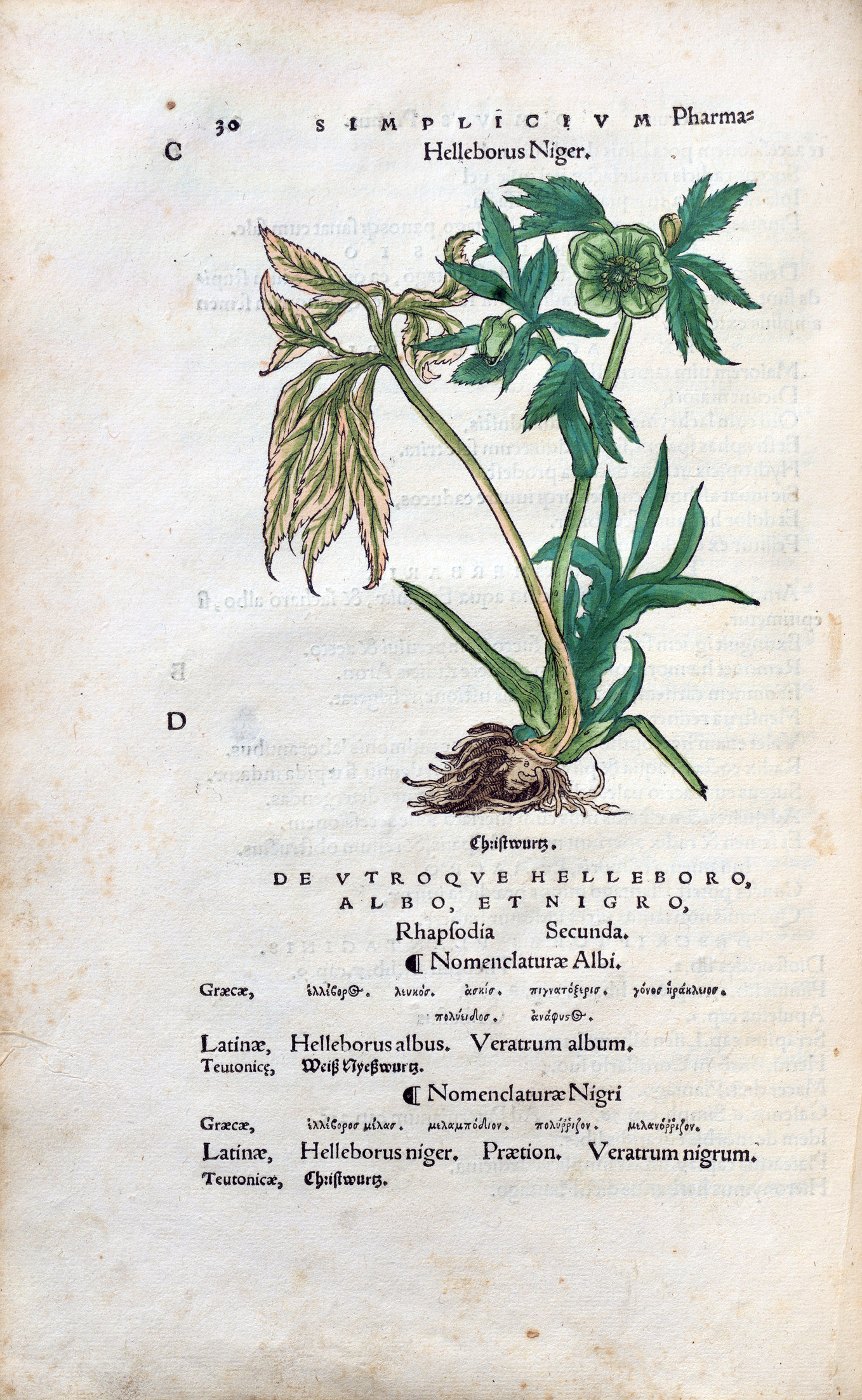
Helleborus viridis
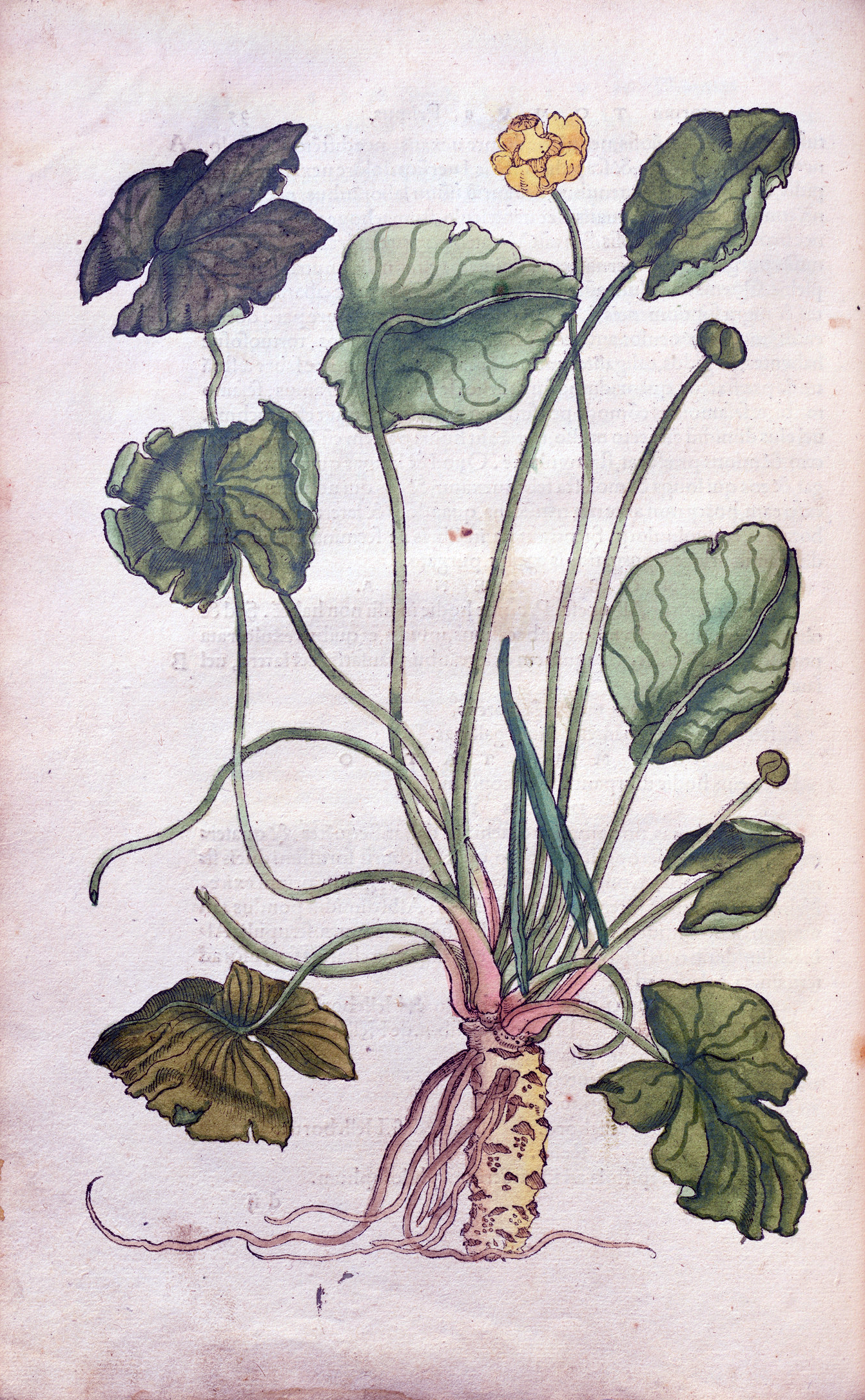
Gelbe Teichrose (Nuphar lutea)
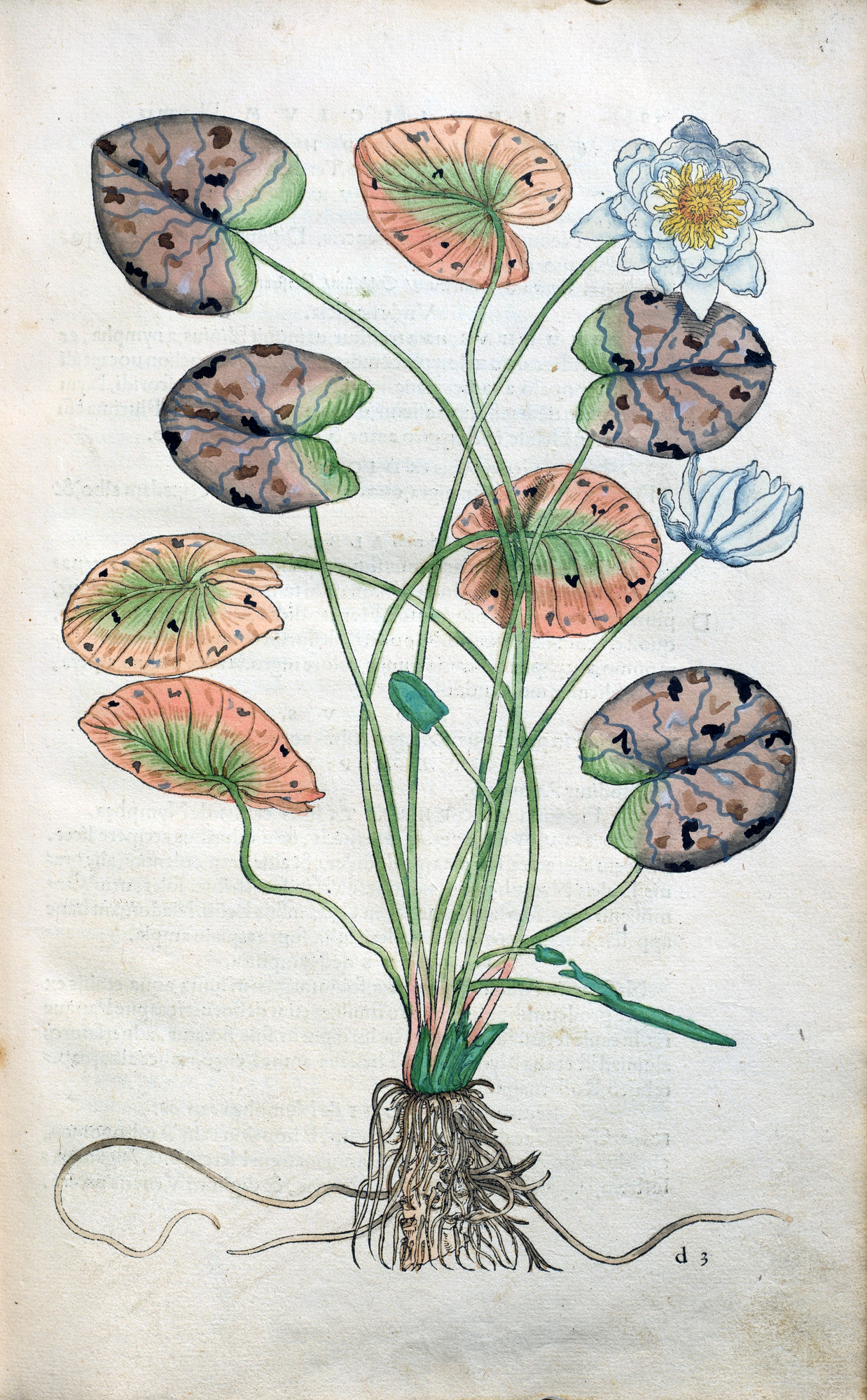
Weiße Seerose (Nymphaea alba)
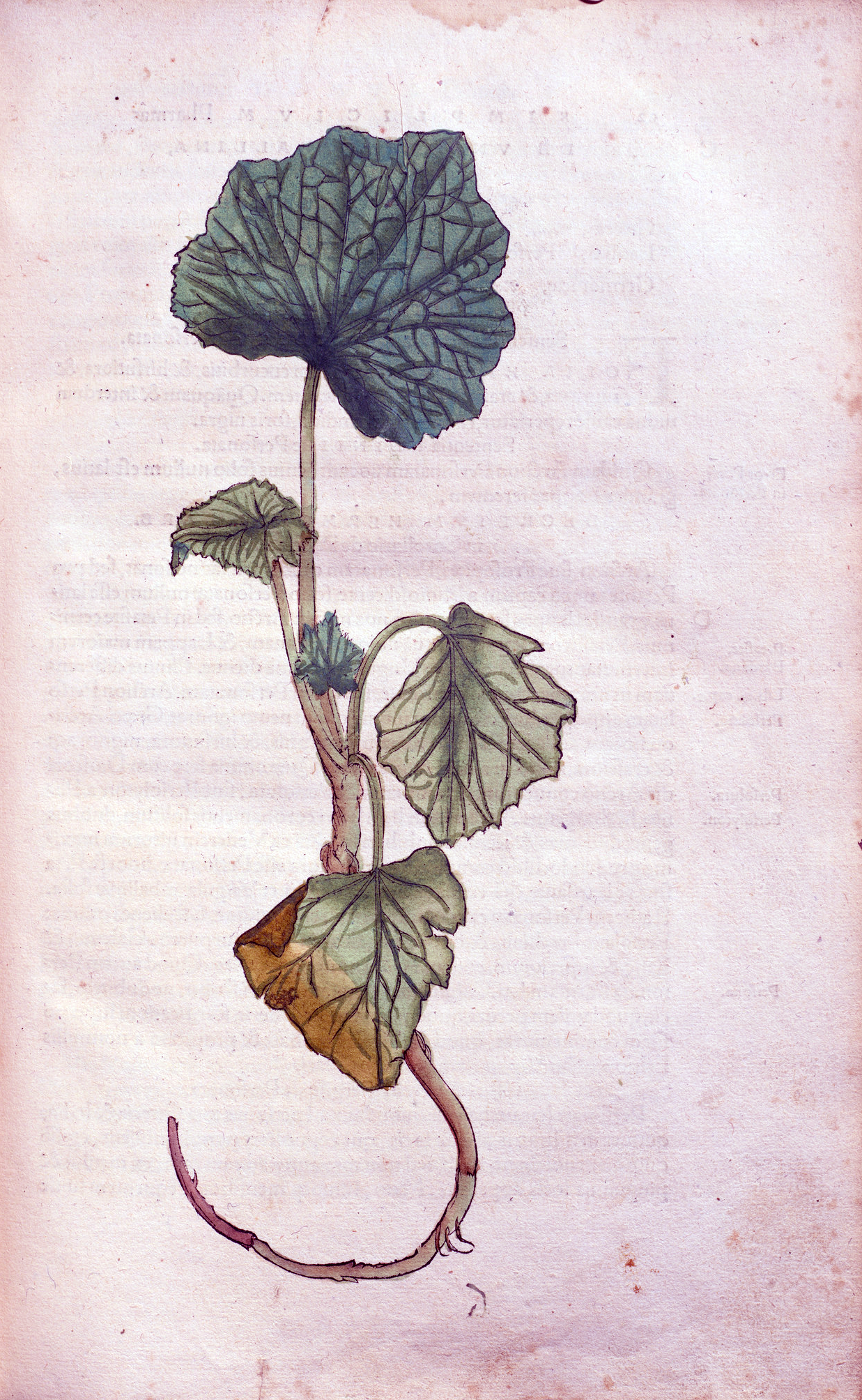
Huflattich (Tussilago farfara)
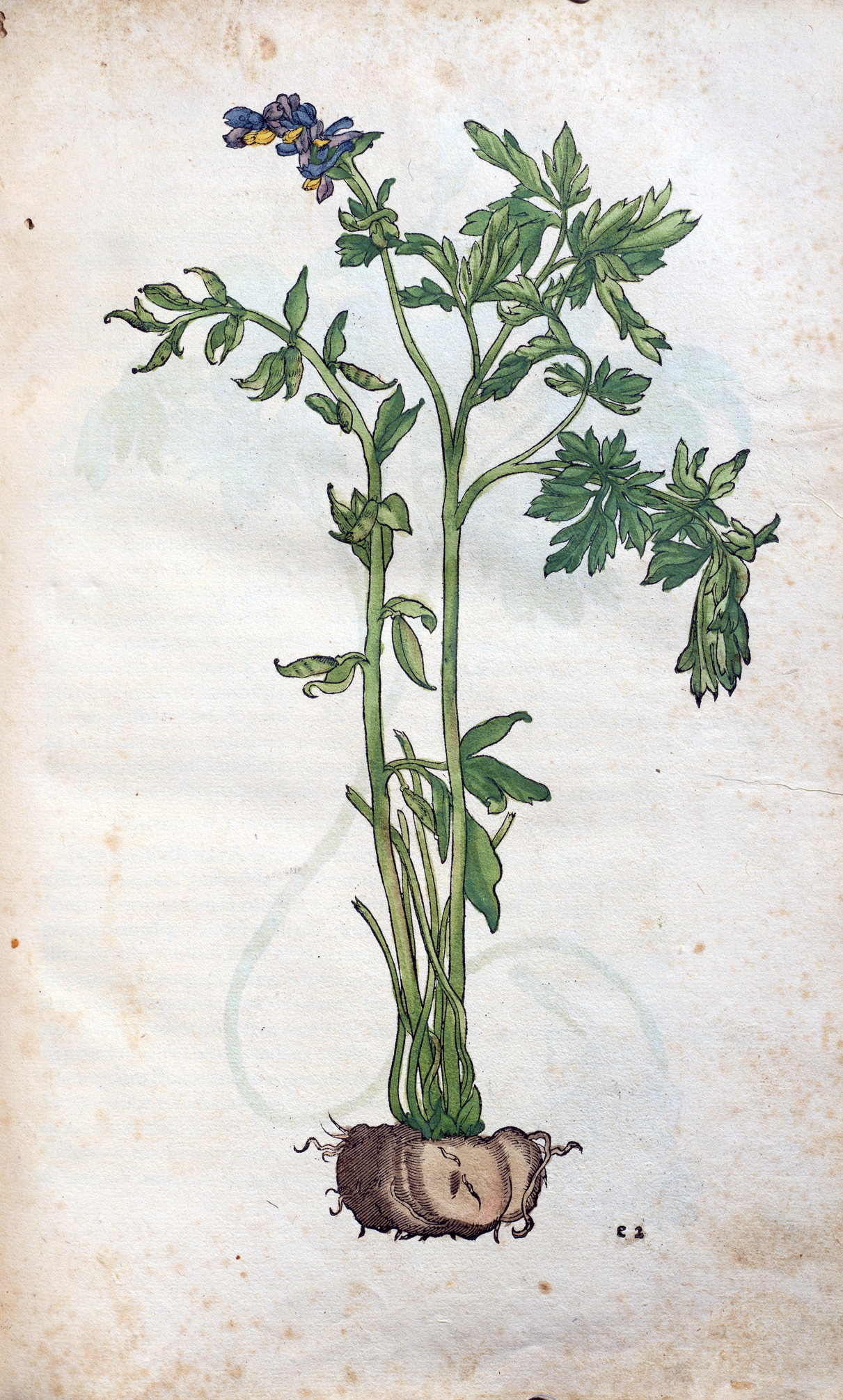
Hohler Lerchensporn (Corydalis cava)
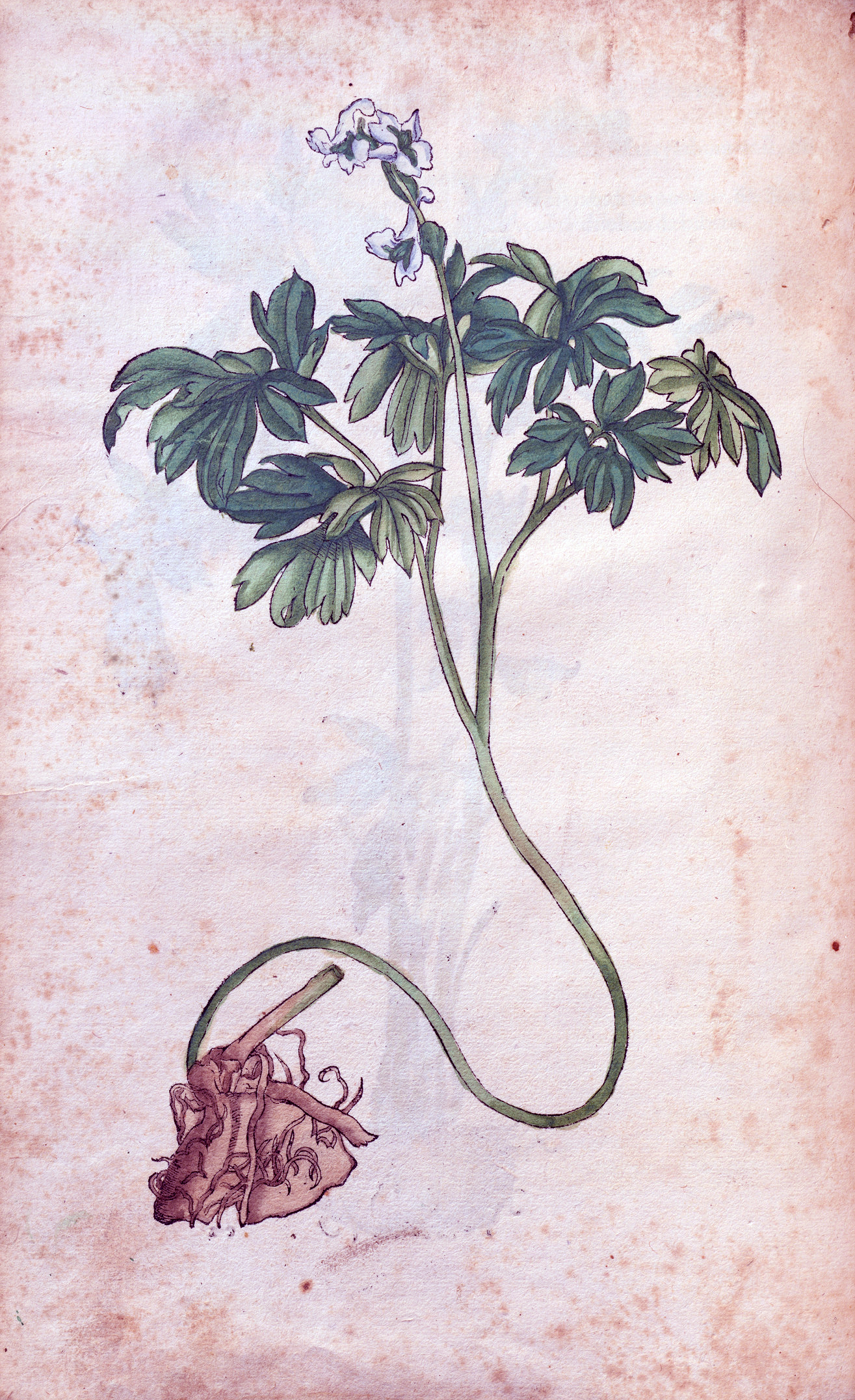
Hohler Lerchensporn (Corydalis cava)
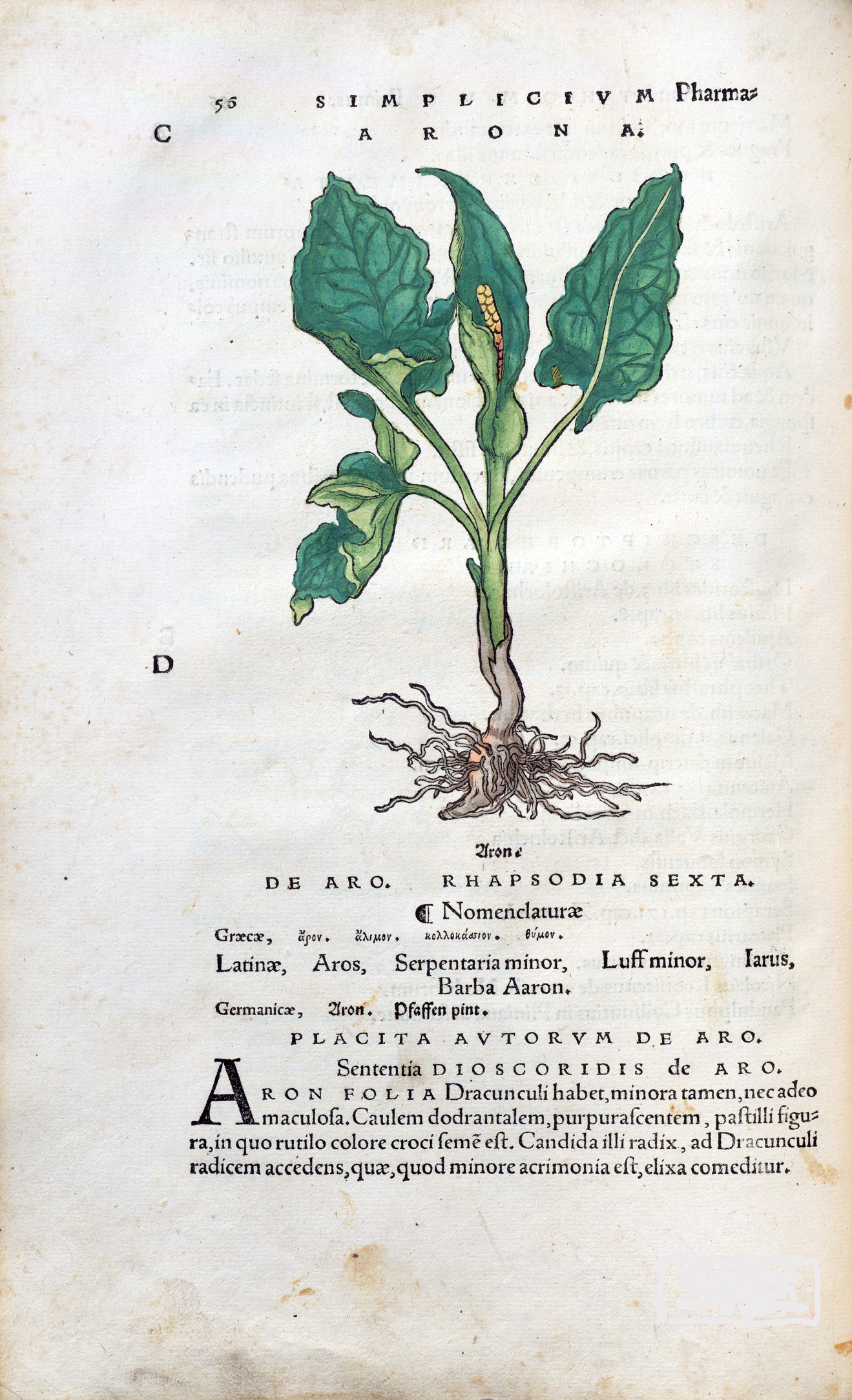
Gefleckter Aronstab (Arum maculatum)

### Kulturwissenschaften

#### Sozialwissenschaften

##### Ethnologie
- Der deutscher Maler, Medailleur, Bildschnitzer und Goldschmied Christoph Weiditz veröffentlicht zwischen 1530 und 1540 erstmals sein Trachtenbuch, das eine Vielzahl von Trachten und Alltagsszenen aus verschiedenen Regionen der Welt dokumentiert.[8]

Abbildungen aus dem Trachtenbuch von Christoph Weiditz, Nürnberg, Germanisches Nationalmuseum
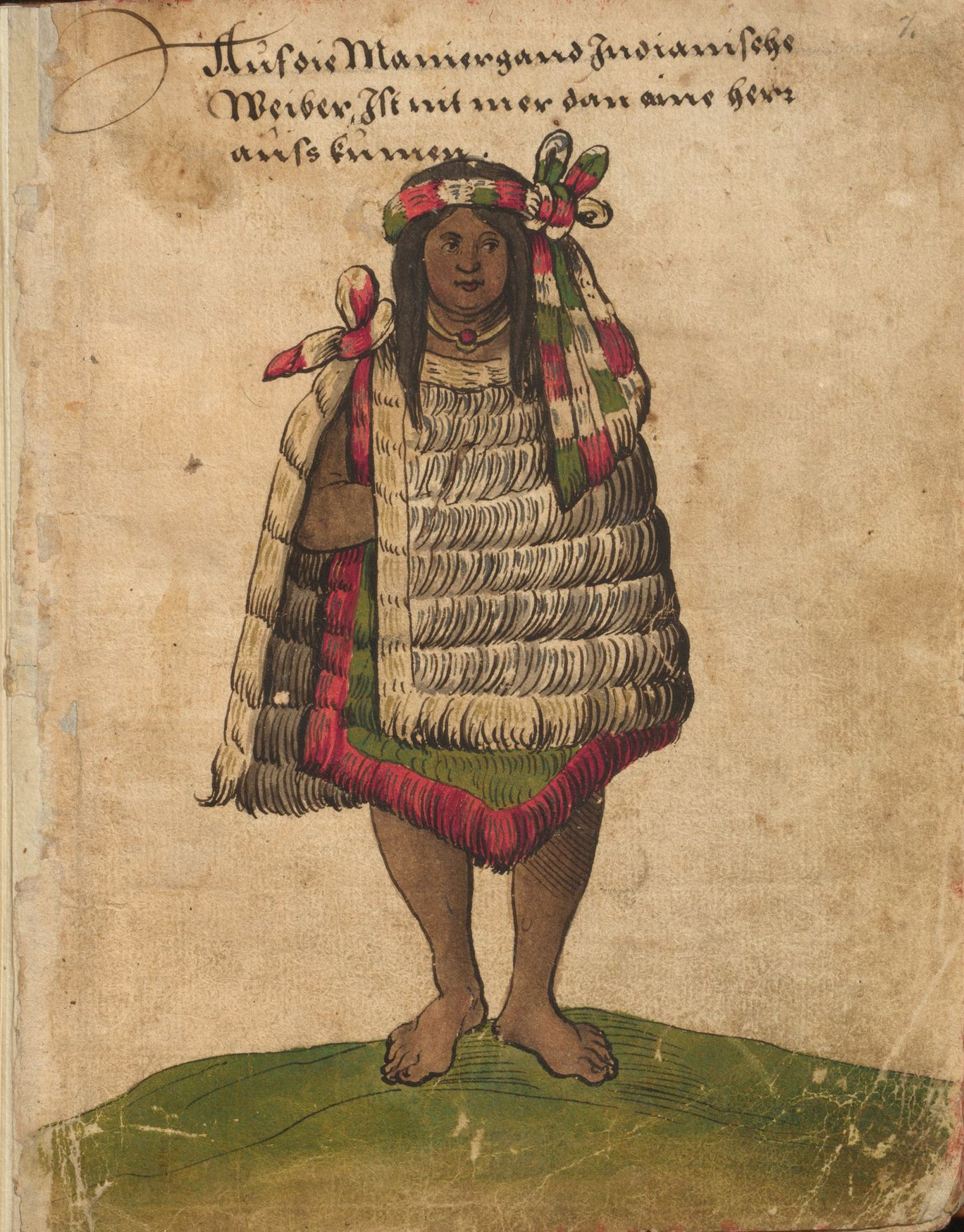
Auf die Manier gand Indianische Weiber, Ist nit mer dan aine herrauss kumen S. 1
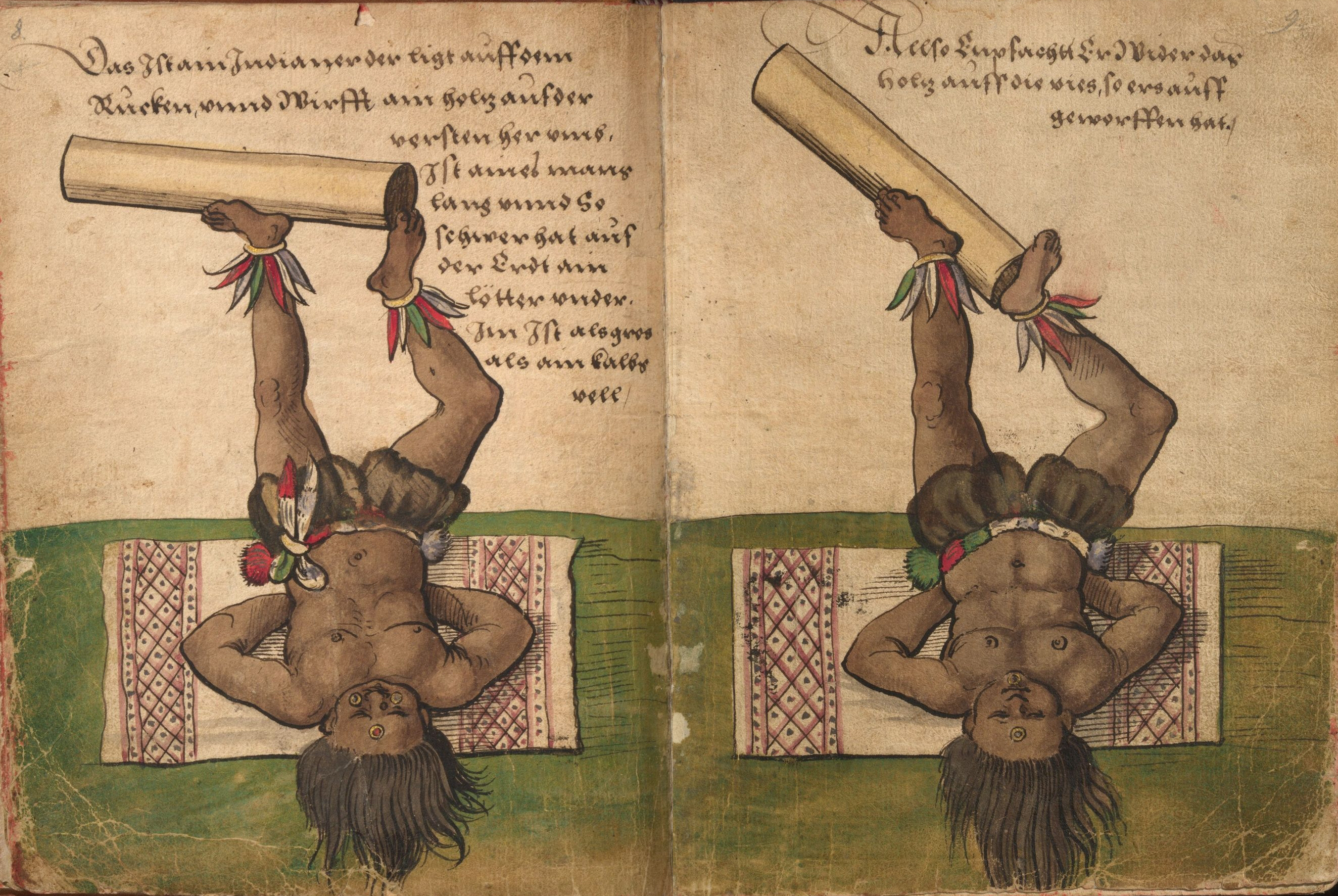
Das Ist ain Indianer der ligt auff dem Rucken, vnnd Wirfft ain holtz aus der versten heraus, Ist aines mans lang vnnd so schwer hat auf der Erdt ain lötter vnder Im Ist als gros als ain kalbs vell S. 8–9
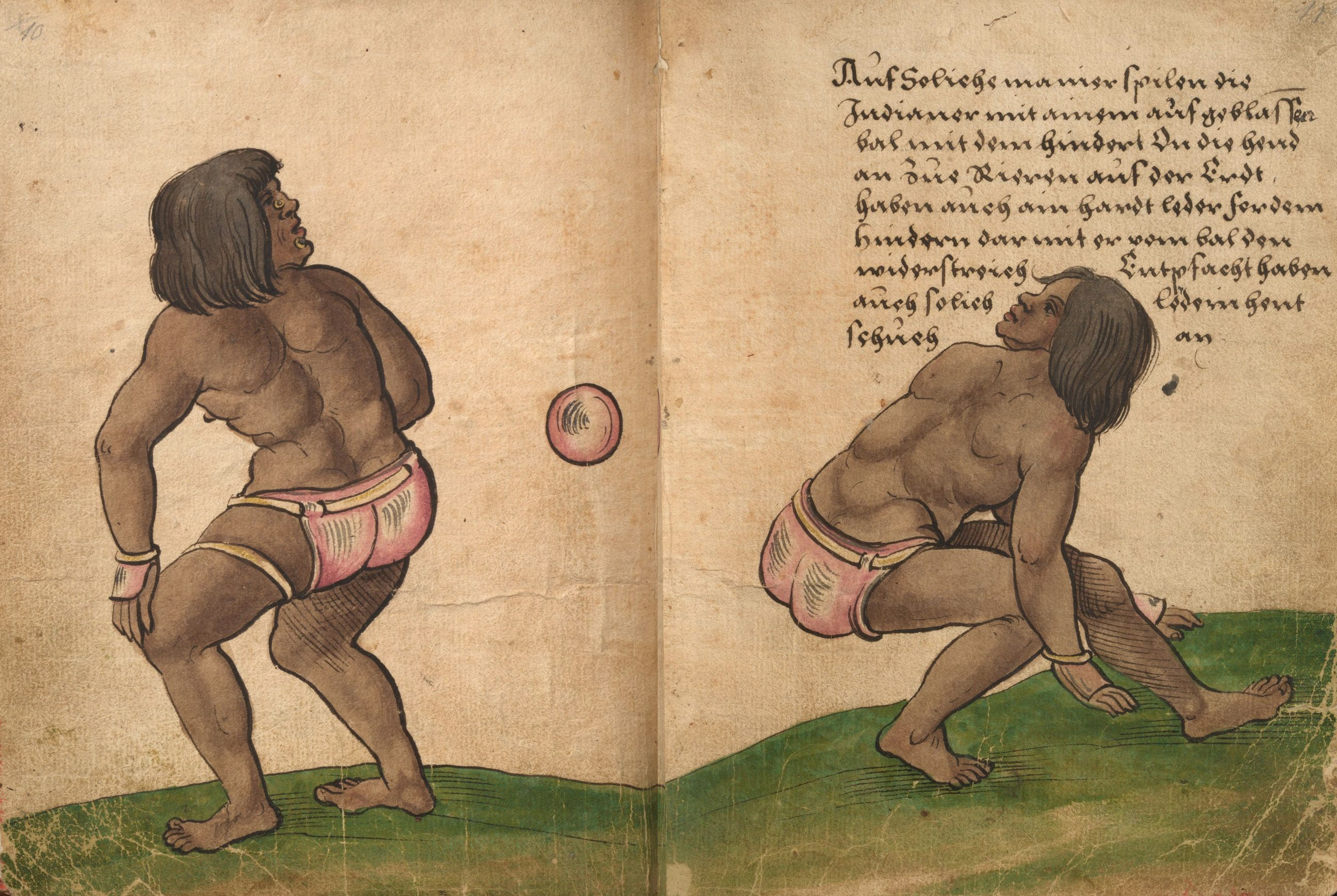
Indianer beim Ballspiel S. 10–11
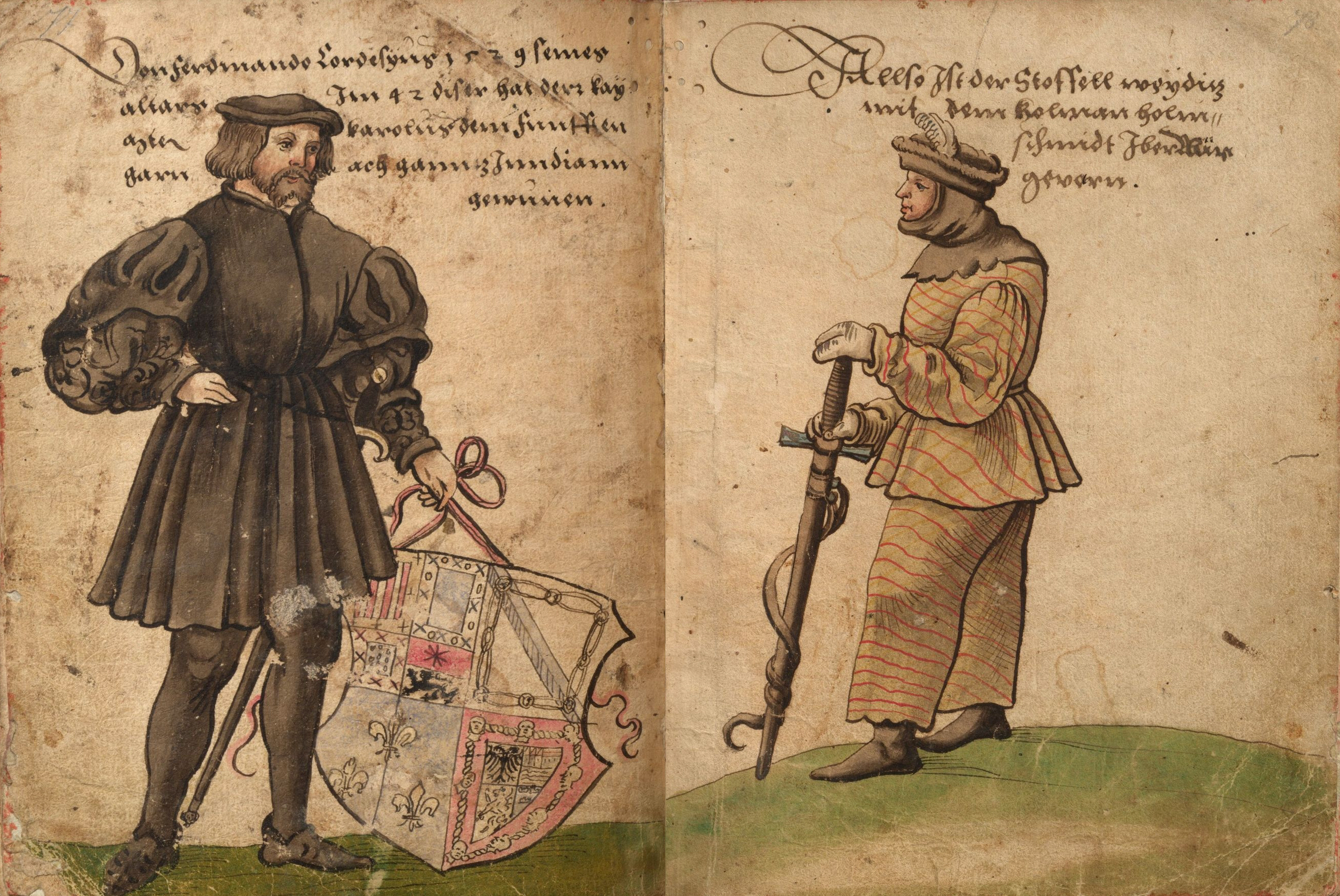
Der Conquistador Hernán Cortés S. 77
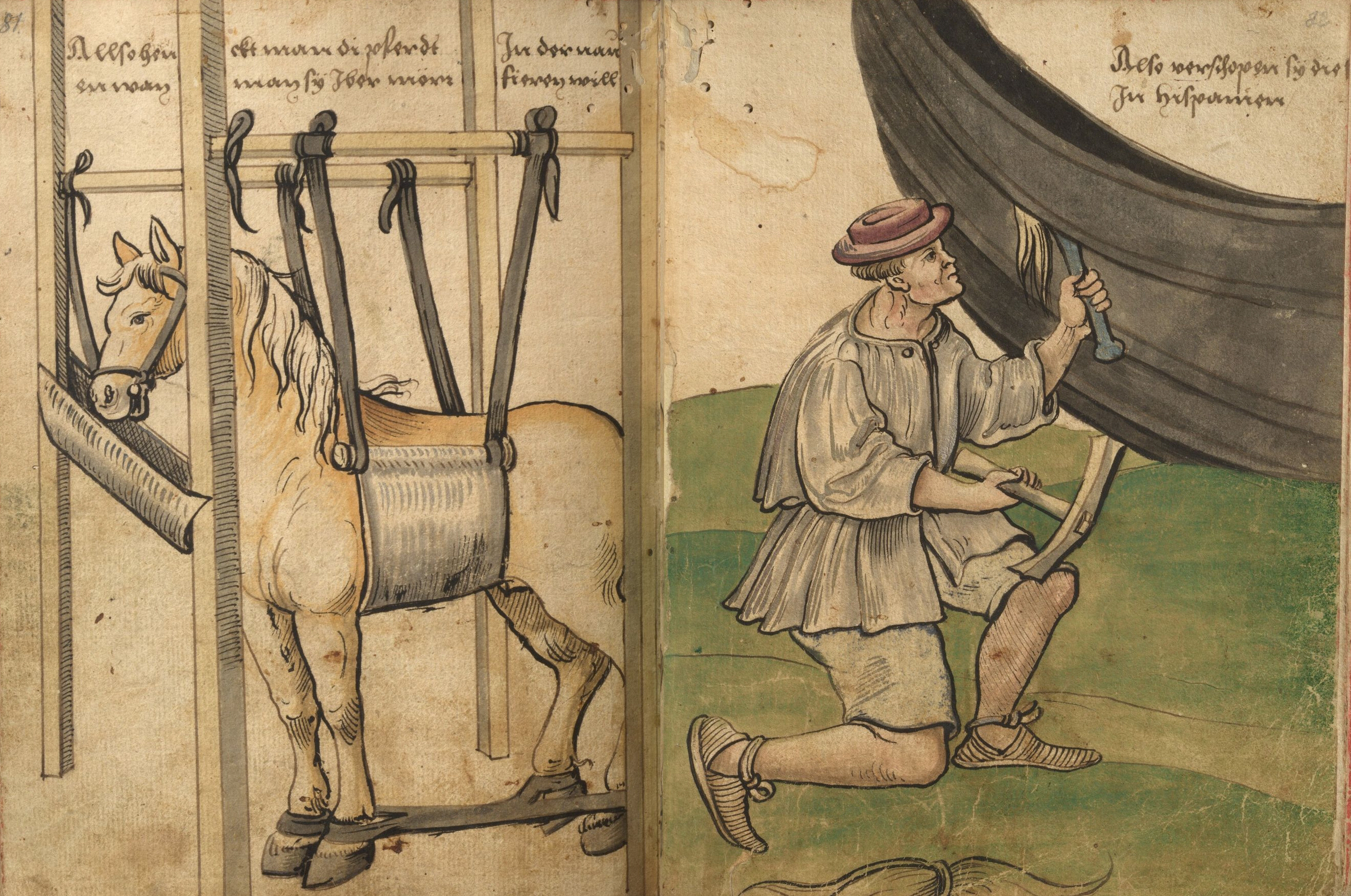
Wie die Pferde in die Schiffe verfrachtet werden S. 81–82

#### Geisteswissenschaften

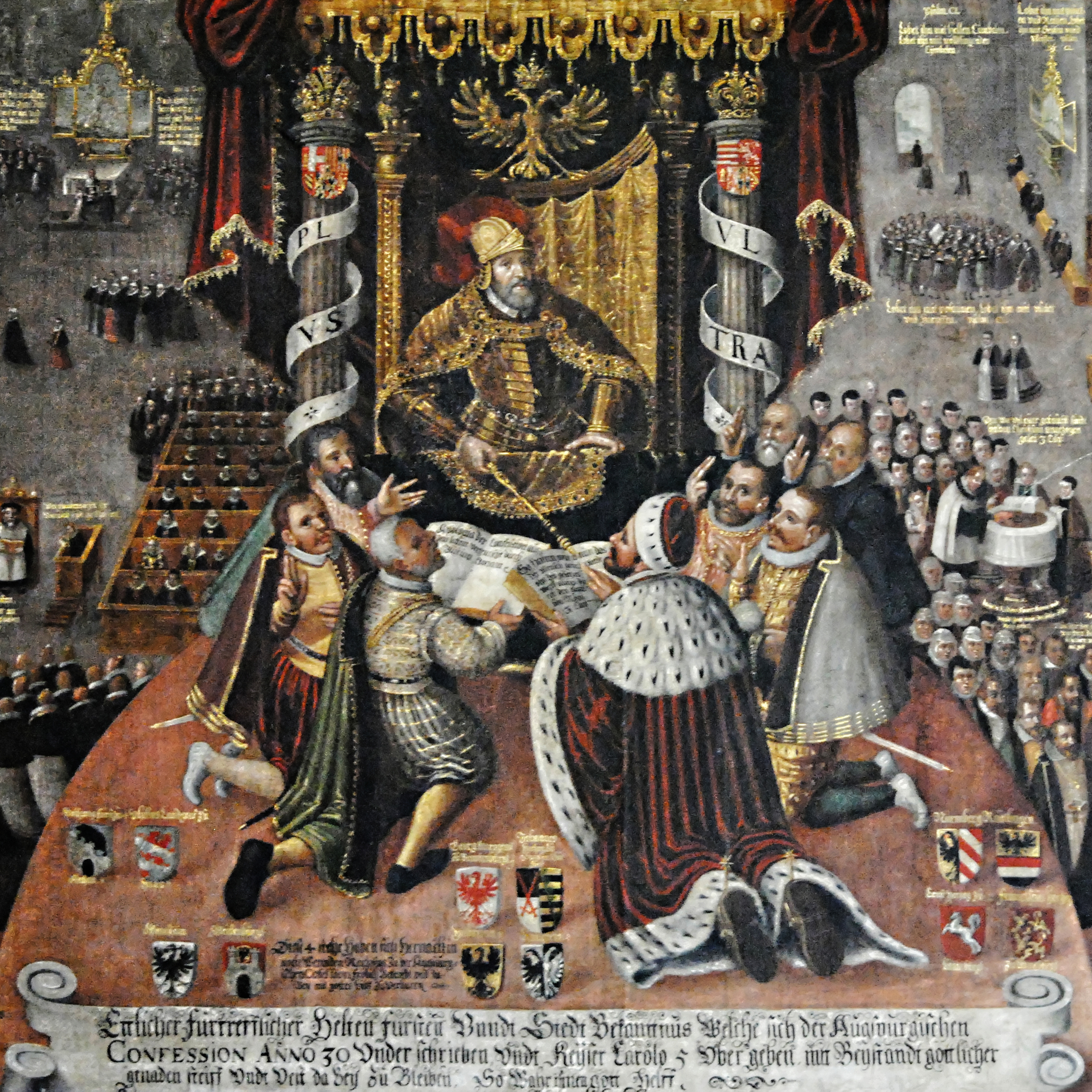
Konfessionsbild in der St.-Johannis-Kirche Schweinfurt – Überreichung der Confessio Augustana an den Kaiser

##### Theologie
- 10. Mai: Philipp Melanchthon beendet in Augsburg die Niederschrift der Confessio Augustana, die beim anstehenden Reichstag zu Augsburg vorgelegt werden soll. Es handelt sich um die erste offizielle Darstellung von Lehre und Praxis der Wittenberger Reformation. Sie wird am 25. Juni Kaiser Karl V. auf dem Reichstag überreicht und gilt als Gründungsdatum der Lutherischen Kirche. Kaiser Karl V. lässt eine Entgegnung (Confutatio) von führenden altgläubigen Theologen verfassen und in seinem Namen auf dem Reichstag verlesen. Die neugläubigen Reichsstände werden aufgefordert, diese Widerlegung der Confessio Augustana anzuerkennen. Andernfalls werde das Wormser Edikt vollzogen. Am 22. September lehnt Kaiser Karl V. auch das Überreichen der Augsburger Apologie durch Philipp Melanchthon auf dem Reichstag zu Augsburg ab.
- Die oberdeutschen Städte Straßburg, Memmingen, Lindau und Konstanz, die ihre Zustimmung zur Confessio Augustana wegen der lutherischen Abendmahlslehre verweigert haben, legen die von Martin Bucer und Wolfgang Capito verfasste Confessio Tetrapolitana vor, die sowohl von Martin Luther als auch von Ulrich Zwingli beeinflusst ist. Auch sie wird vom Kaiser nicht angenommen.

### Naturwissenschaften

#### Astronomie
- Um 1530 stellt der Astronom und Mathematiker Nikolaus Kopernikus sein Werk De revolutionibus orbium coelestium (lateinisch für Über die Umlaufbahnen der Himmelssphären[9]) fertig, in dem er sein heliozentrisches Weltbild vorstellt und in Manuskriptform verbreitet. Trotz der Fertigstellung zögert er, das Werk zu veröffentlichen, da er mögliche Kontroversen mit der Kirche und anderen Gelehrten befürchtet. Erst 1543, kurz vor seinem Tod, wird das Buch in Nürnberg gedruckt und veröffentlicht. Das Werk gehört zu den Meilensteinen der Astronomie der Neuzeit. Es ist ein Schlüsselwerk der kopernikanischen Wende.
- Der Mathematiker, Instrumentenbauer und Kartograf Gemma R. Frisius veröffentlicht in Antwerpen und Löwen sein Buch De Principiis Astronomiae et Cosmographiae.[10] Es handelt sich um ein Lehrbuch der Astronomie, Geographie und Navigation und vermittelt in Teil 1: Grundlagen der Astronomie und Geographie, in Teil 2: Anleitungen zur Nutzung von Globen und in Teil 3: Beschreibungen neu entdeckter Gebiete.
- Der slowenische Astronom Andrej Perlah veröffentlicht sein Werk Ephemerides Andreae Perlachii Stiri pro anno M.D.XXXI. Das Buch beinhaltet detaillierte Ephemeriden – tabellarische Aufstellungen der Positionen von Himmelskörpern – für das Jahr 1531, ergänzt um astrologische Prognosen.[11]

#### Geowissenschaften

##### Geographie / Entdeckungen
- 22. Juli: Der italienische Entdecker Sebastiano Caboto kehrt mit einem Schiff und nur noch 24 Mann Besatzung sowie fünfzig als Sklaven gefangen genommenen Indianern von seiner 1526 gestarteten Expedition zum Río de la Plata nach Spanien zurück.[12]
- Der deutsche Arzt, Astrologe und Geograph Lorenz Fries erstellt 1530 in Zusammenarbeit mit dem Straßburger Verleger Johann Grüninger seine Weltkarte, bekannt als Carta Marina Navigatoria.[13] Die Weltkarte wurde erstmals 1525 veröffentlicht, jedoch ist kein Exemplar dieser Ausgabe erhalten geblieben.

##### Mineralogie
- Der deutsche Mineraloge Georgius Agricola veröffentlicht sein Erstlingswerk Bermannus, sive de re metallica, in dem er Verfahren zur Erzsuche und -verarbeitung sowie Metallgewinnung ebenso beschreibt wie die Fortschritte der Bergbautechnik, das Markscheidewesen, den Transport, die Aufbereitung und die Verarbeitung der Erze. Auch Fluorit wird erstmals von Agricola beschrieben.[14]

### Strukturwissenschaften

#### Mathematik
- Der indische Mathematiker und Astronom Jyeṣṭhadeva schreibt um 1530 das Buch Yuktibhāṣā, den weltweit ersten bekannten Text über die Grundlagen der Infinitesimalrechnung.

### Enzyklopädische Werke
- Der französische Humanist Étienne de L’Aigue veröffentlicht 1530 in Paris bei Galliot du Pré unter dem Titel In Omnes C. Plinii Secvndi Natvralis Historiæ Argvtissimi Scriptoris libros, Stephani Aquæi Bituricensis, viri Equestris, Commentaria seinen Kommentar zu allen Büchern der Naturalis Historia von Plinius dem Älteren. Das Werk umfasst alle 37 Bücher der Naturalis Historia und bietet eine detaillierte Analyse des Textes.[15]

### Gründungen
- Auf Vorschlag seines Bibliothekars Guillaume Budé gründet König Franz I. von Frankreich das Collège Royal.
- Als Folge der Reformation in Minden wird im Kloster St. Pauli das Ratsgymnasium gegründet.

Wissenschaftliche Werke 1530 (Auswahl)
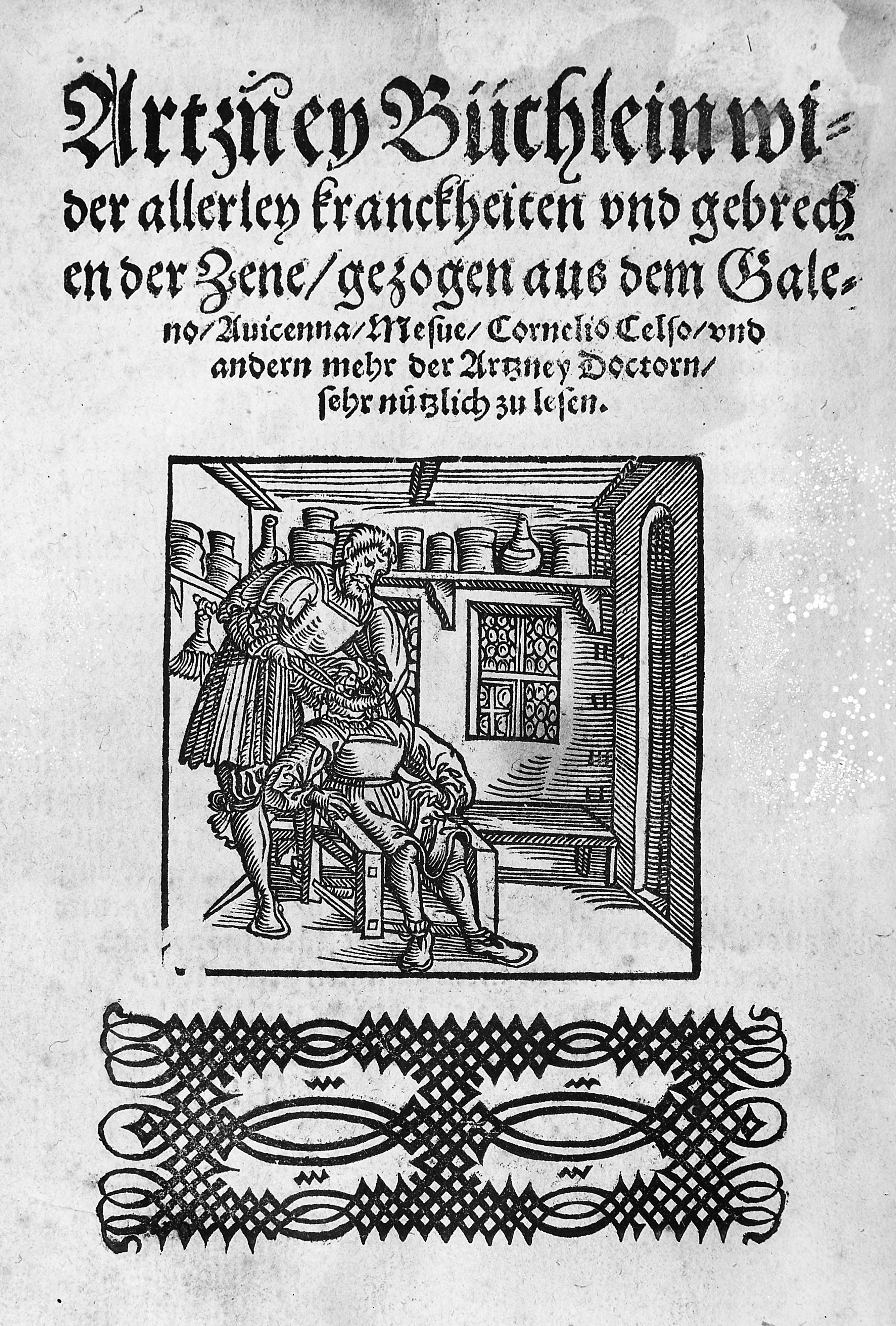
Zene Artzney Buchlein wider allerlei kranckeyten und gebrechen der tzeen
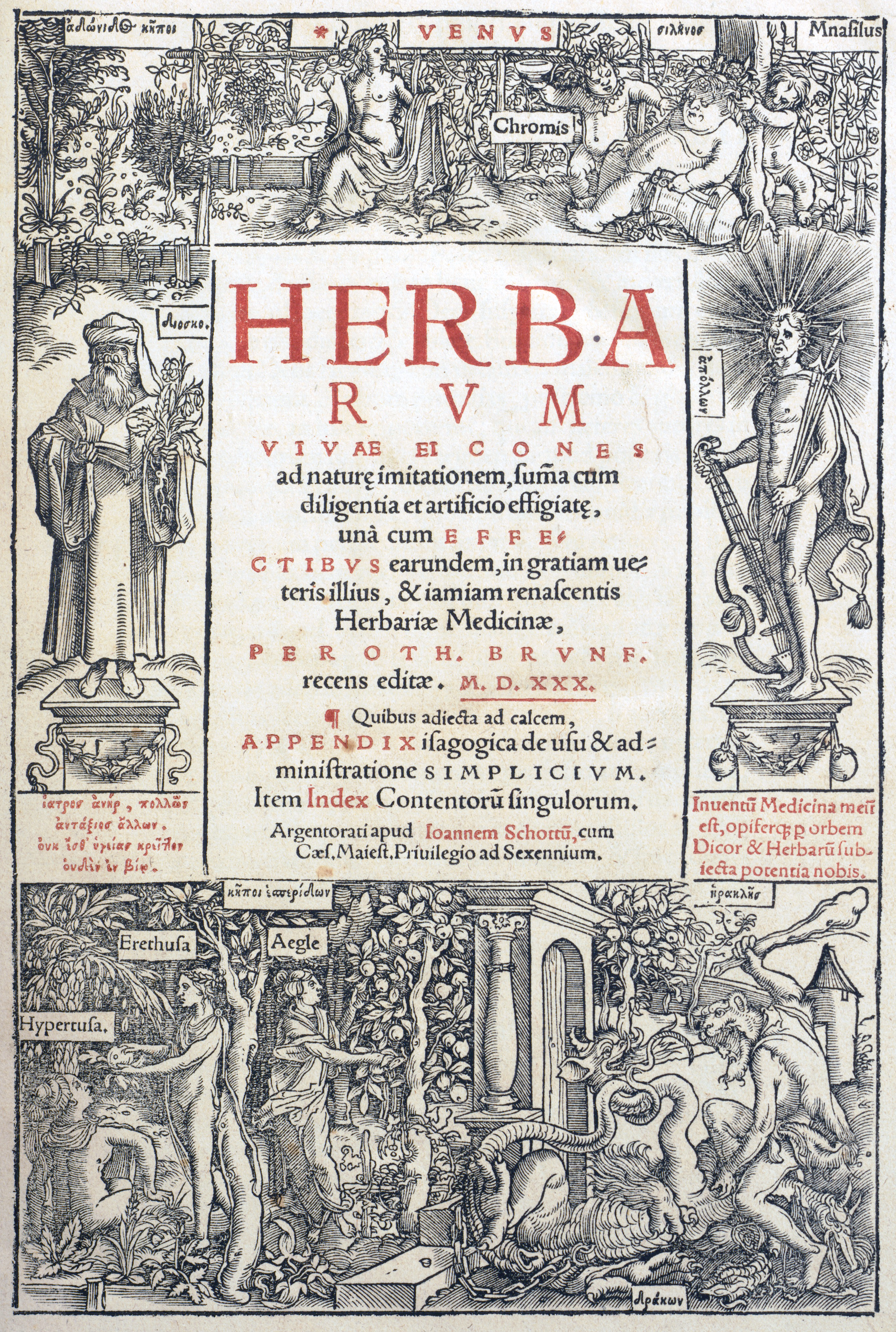
Otto Brunfels – Herbarum vivae eicones
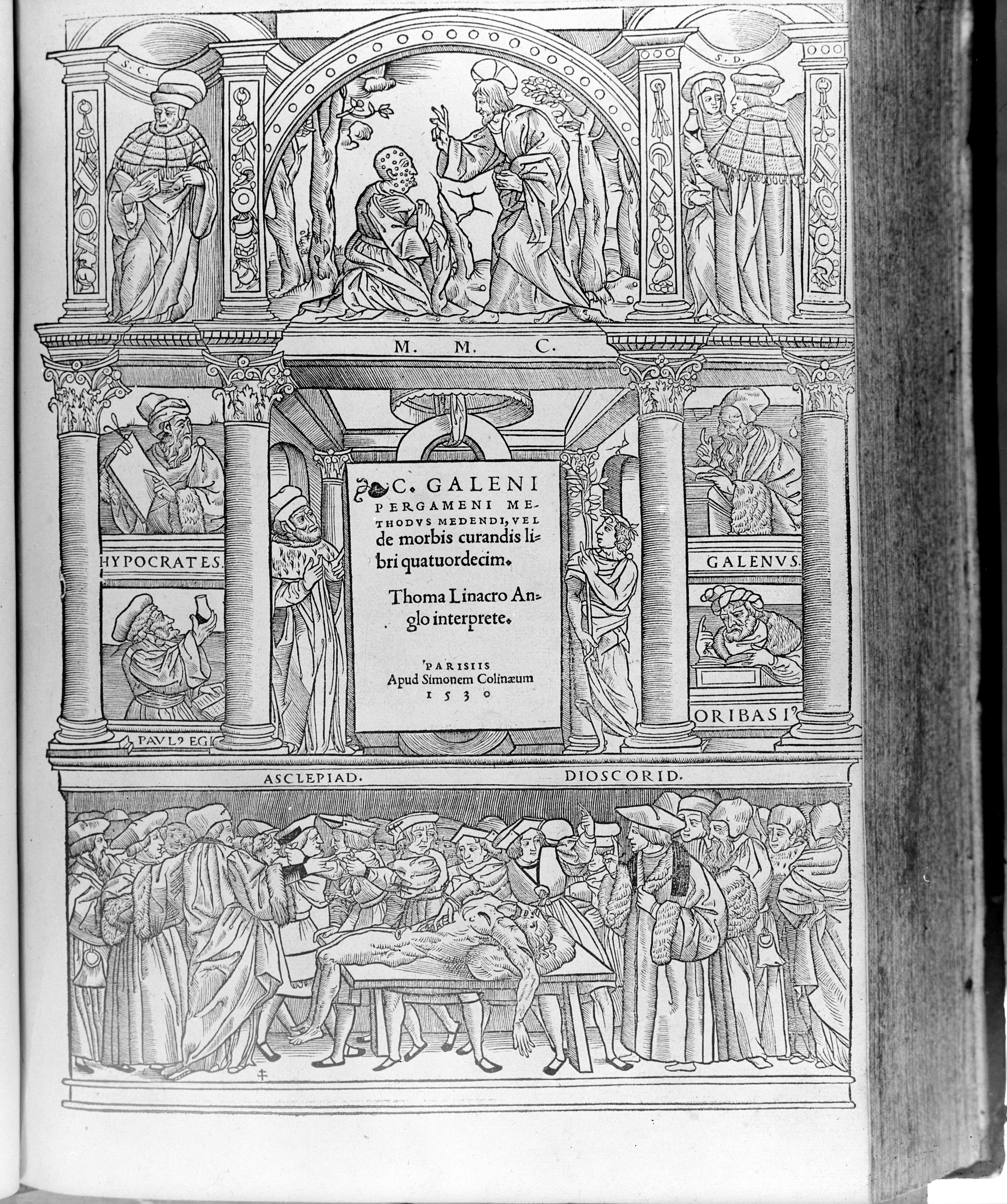
Galenos – Methodus medendi

## Geboren

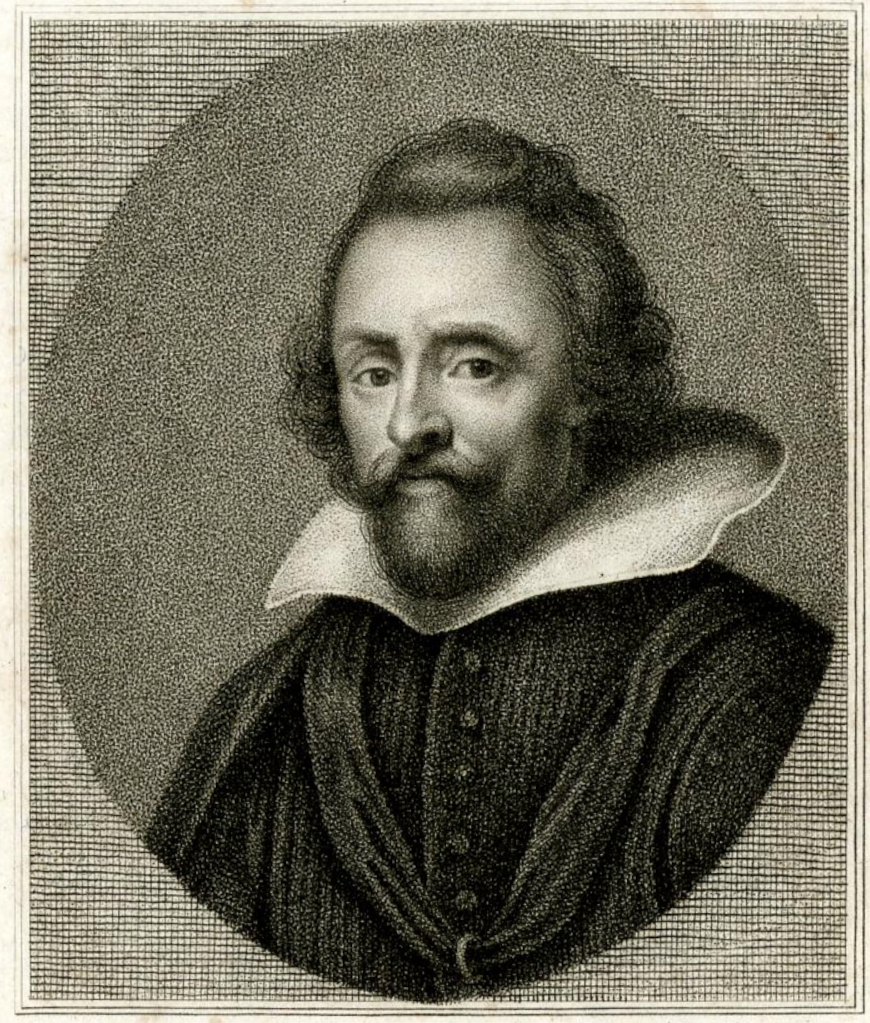
Jan Rubens; * 13. März

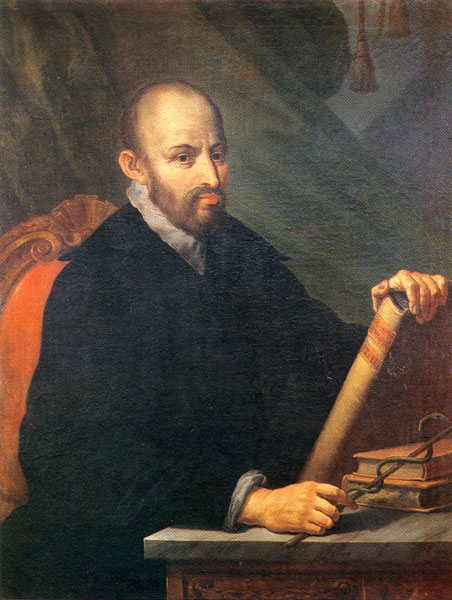
Girolamo Mercuriale; * 30 September

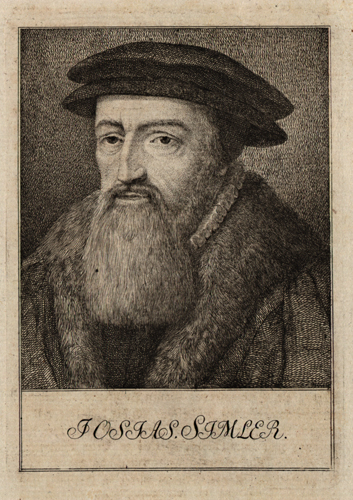
Josias Simmler; * 6. November

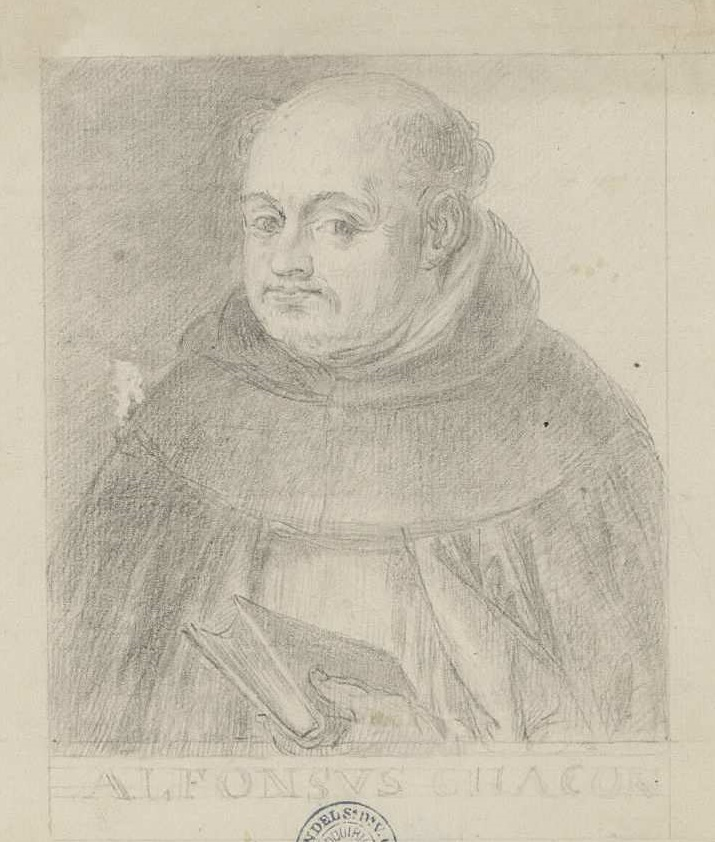
Alfonso Chacón; * 15. Dezember

### Geburtsdatum gesichert
- 14. Januar: Stanislaus Bornbach, polnischer Chronist († 1597)
- 20. Januar: Valentin Forster, deutscher Jurist († 1608)
- 23. Februar: Onofrio Panvinio, italienischer Theologe, Kirchenhistoriker und Altertumsforscher († 1568)
- 26. Februar: David Chyträus, deutscher evangelischer Theologe, Historiker, Schulorganisator und Rektor der Universität Rostock († 1600)
- 13. März: Jan Rubens, flämischer Rechtsgelehrter, Vater von Peter Paul Rubens († 1587)
- 06. April: Joachim Strupp, deutscher Arzt und Fachbuchautor († 1606)
- 12. April: Heinrich Moller, deutscher evangelischer Theologe († 1589)
- 07. Juni: Bartholomäus Schönborn, deutscher Mathematiker, Astronom, Physiker, Philologe und Mediziner († 1585)
- 25. Juni: Severin Göbel der Ältere, deutscher Mediziner († 1612)
- 03. Juli: Claude Fauchet, französischer Historiker, Mediävist und Romanist († 1602)
- 14. August: Giovanni Battista Benedetti, italienischer Mathematiker, Physiker und Philosoph († 1590)
- 28. August: Johann Rudolf Stumpf, Schweizer evangelischer Geistlicher und Heimatforscher († 1592)
- 02. September: Friedrich Pensold, deutscher Philologe und Physiker († 1589)

- 30. September: Girolamo Mercuriale, italienischer Arzt († 1606)

- 18. Oktober: Lucas Bacmeister der Ältere, lutherischer Theologe und Kirchenliedkomponist († 1608)
- 06. November: Josias Simler, Schweizer reformierter Theologe und Historiker († 1576)

- 06. Dezember: Nikolaus Selnecker, deutscher evangelischer Theologe, Reformator, Kirchenliederdichter und -komponist († 1592)
- 13. Dezember: Johannes Garcaeus der Jüngere, deutscher lutherischer Theologe und Astrologe († 1574)
- 15. Dezember: Alfonso Chacón, spanischer Dominikaner, Altertumsforscher, Kirchenhistoriker, Christlicher Archäologe und Zeichner († 1599)

### Genaues Geburtsdatum unbekannt
- Petrus van der Aa, flandrischer Jurist († 1594)
- Giulio Cesare Aranzio, italienischer Anatom († 1589)
- Mathew Baker, englischer Mathematiker und Schiffbauer († 1613)
- Heinrich Brucaeus, deutscher Mediziner und Mathematiker († 1593)
- Cristóbal de las Casas, spanischer Italianist und Lexikograf († 1576)
- Matthias Colerus, deutscher Rechtswissenschaftler († 1587)
- Pierre Daniel, französischer Jurist, Philologe und Büchersammler († 1603)
- Conrad Dasypodius, Schweizer Mathematiker und Astronom († 1600 oder 1601)
- Simone Genga, italienischer Militäringenieur und Festungsarchitekt († 1601)
- Wawrzyniec Grzymała Goślicki, polnischer Bischof, politischer Denker und Philosoph († 1607)
- Simon Hüttel, böhmischer Maler, Kartograph, Geodät und Chronist († um 1601)
- Isaak Keller, Schweizer Mediziner († 1596)
- Gerhard Kleinsorgen, kurfürstlicher Beamter und Historiker († 1591)
- Maurice de La Porte, französischer Buchhändler, Literat und Lexikograf († 1571)
- Hans Millies, deutscher Kaufmann und Chronist († 1578)
- Jos Murer, Zürcher Glasmaler, Kartograf und Dramatiker († 1580)
- Jean Nicot, französischer Gelehrter († 1604)
- Carlo Ruini, italienischer Anatom († 1598)
- Emmanuel Sá, portugiesischer Philosoph, Theologe und Priester († 1596)

- Nicholas Sanders, englischer katholischer Theologe († 1581)
- Anton Schneeberger, Schweizer Botaniker und Arzt († 1581)

- David Voit, deutscher evangelischer Theologe († 1589)
- Andreas Walch, deutscher Jurist († 1620)

### Geboren um 1530
- Georg Agricola, deutscher Pädagoge und Mediziner († 1575)
- Andrés de Poza, spanischer Offizier, Kosmograf und Linguist († 1595)

## Gestorben

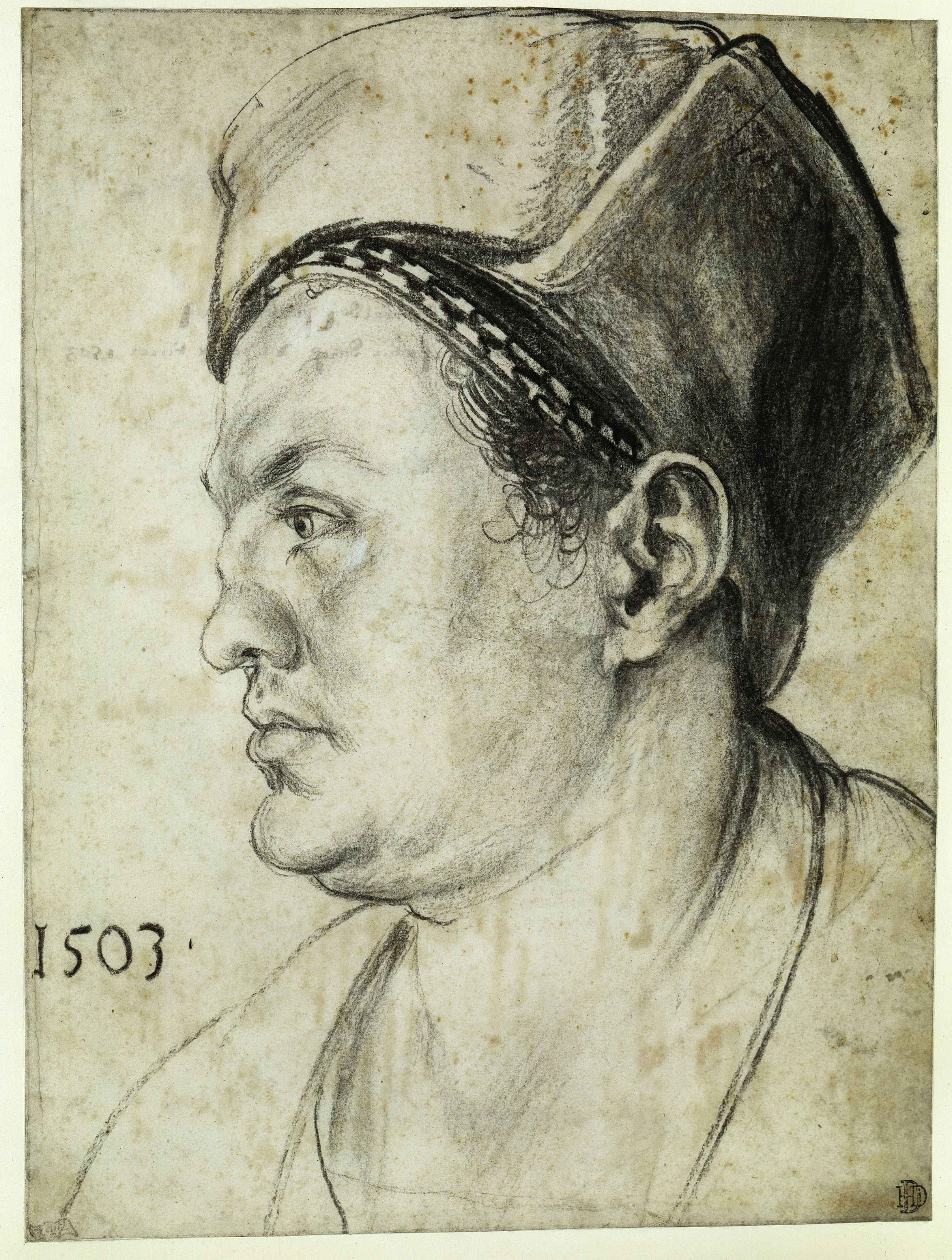
Willibald Pirckheimer; † 22. Dezember

### Todesdatum gesichert
- 12. März: Barthold Moller, römisch-katholischer Theologe und Rektor der Universität Rostock (* um 1460)
- 18. April: Franz Lambert von Avignon, evangelischer Theologe (* 1487)
- 10. Juni: Konrad Tockler, Arzt, Mathematiker, Astronom und Schriftsteller (* um 1470)
- 28. August: Gerold Edlibach, Zürcher Chronist und Ratsherr (* 1454)
- 20. Oktober: Hermann von Neuenahr der Ältere, humanistischer Theologe, Staatsmann, Naturwissenschaftler und erzbischöflicher Kanzler der alten Universität Köln (* 1492)
- 000Oktober: Jan Černý, tschechischer Arzt und Priester der Brüder-Unität (* um 1456)
- 24. November: Berengario da Carpi, italienischer Anatom (* um 1470)
- 22. Dezember: Willibald Pirckheimer, deutscher Humanist (* 1470)

### Genaues Todesdatum unbekannt
- Pêro da Covilhã, portugiesischer Diplomat und Forscher (* 1450)
- Antonio Giordano, Rechtswissenschaftler und politischer Berater (* 1459)
- Siegmund Grimm, Zwickauer Arzt, Apotheker, Verleger und Mitinhaber einer Offizin in Augsburg (* um 1480)
- Simon Grunau, Dominikaner in Danzig und alt-preußischer Historiograph (* um 1470)
- Johann Mantel I., deutscher reformierter Theologe und Reformator (* um 1468)